# Socjalistyczna Partia Jedności Niemiec
Socjalistyczna Partia Jedności Niemiec (SPJN, niem. Sozialistische Einheitspartei Deutschlands, SED) dawniej powszechnie Niemiecka Socjalistyczna Partia Jedności (NSPJ) – partia polityczna sprawująca rządy w Niemieckiej Republice Demokratycznej (NRD).
SED powstała w 1946 z połączenia Komunistycznej Partii Niemiec (KPD) i Socjaldemokratycznej Partii Niemiec (SPD), które odbyło się pod naciskiem okupacyjnych sił radzieckich. SED była partią hegemoniczną. Partią kierował Komitet Centralny.
Nazwa partii w okresie od zakończenia II wojny światowej do powstania RFN i NRD (1946–1949) symbolizować miała dążenie wschodnioniemieckich komunistów do reprezentowania całego państwa niemieckiego, a do budowy muru berlińskiego w 1961 symbolizowała oficjalny postulat pracy na rzecz zjednoczenia kraju. Wraz z pogłębianiem się podziału Niemiec SED usunęła te akcenty ze swojej polityki. Nazwy partii nie zmieniono, natomiast zrezygnowano np. ze śpiewania tekstu hymnu Niemieckiej Republiki Demokratycznej, mówiącego o zjednoczonej ojczyźnie.
W Polsce Ludowej – dostosowując się do zmiany akcentów w polityce NRD – w oficjalnych dokumentach oraz w prasie posługiwano się nazwą przekształconą (Niemiecka Socjalistyczna Partia Jedności – w skrócie NSPJ, oryginalny skrót niemiecki SED był także używany, ale znacznie rzadziej). Pewną rolę odgrywały przy tym także obawy przed rewizjonizmem niemieckim.
Organem prasowym SED była gazeta Neues Deutschland.
8 grudnia 1989 SED przekształciła się w Partię Demokratycznego Socjalizmu (PDS).

## Historia

### Utworzenie SED
Po klęsce III Rzeszy w II wojnie światowej alianci ponownie zalegalizowali niektóre ze zdelegalizowanych przez nazistów partii politycznych. Wśród nich znalazły się Socjaldemokratyczna Partia Niemiec i Komunistyczna Partia Niemiec. W minionych latach współpraca obu partii była znikoma, po 1945 roku partie utrzymywały jednak ze sobą lepsze relacje. Niektórzy członkowie obu partii mówili o zjednoczeniu obu partii. W kwietniu 1946 roku doszło do zjednoczenia obu partii w radzieckiej strefie okupacyjnej. W wyniku połączenia tamtejszych socjaldemokratów i komunistów utworzona została Socjalistyczna Partia Jedności Niemiec. Do zjednoczenia obu partii doszło przy sporym udziale władz ZSRR, które starały się wytworzyć w Niemczech partię hegemoniczną, która obejmie władzę po zakończeniu okupacji.
W październiku tego samego roku odbyły się wybory regionalne, w których SED zdobyła prawie 50% głosów w Niemczech Wschodnich. W 1950 roku z inicjatywy partii utworzono Front Narodowy, do którego przyłączyły się Unia Chrześcijańsko-Demokratyczna, Wolna Młodzież Niemiecka, Wolne Niemieckie Związki Zawodowe i Liberalno-Demokratyczna Partia Niemiec. Koalicja była w praktyce kontrolowana przez SED i utrzymywała większość w parlamencie aż do wyborów z 1990 roku.

#### SED w NRD
7 października 1949 roku z inicjatywy kierownictwa SED uchwalono nową konstytucję Niemiec, w ramach której utworzono państwo o nazwie Niemiecka Republika Demokratyczna. Wraz z utworzeniem NRD, SED weszła w skład Kominformu (w 1948 roku odmówiono partii członkostwa). 
Na III Kongresie Partii w dniach 20-24 lipca 1950 roku sekretarzem generalnym partii został Walter Ulbricht. Przywódca od początku wdrażał politykę socjalizacji gospodarki życia i gospodarki w NRD. Radykalne reformy wdrażane przez Ulbrichta doprowadziły w czerwcu 1953 roku do wybuchu antyrządowych zamieszek. Zamieszki przyczyniły się do liberalizacji kierunku wyznaczonego przez partię. Po tych wydarzeniach z partii wykluczony został dotychczasowy szef Ministerstwa Bezpieczeństwa Państwowego Wilhelm Zaisser (choć on sam był w ówczesnym gronie partii uważany za osobę przeciwną stalinizmowi).
Na VI Kongresie partii w 1963 Ulbricht przedstawił nowy plan reform gospodarczych, które miały zapewnić dynamikę rozwojowi gospodarczemu kraju. Nowa polityka złamała podwaliny starego systemu stalinowskiego, a nawet wprowadziła pewne elementy kapitalizmu. 
Kierownictwo było sceptyczne wobec reform rządu Czechosłowacji w okresie praskiej wiosny i w efekcie poparło interwencję w Czechosłowacji ze strony Układu Warszawskiego.
W 1971 roku Ulbricht został zastąpiony przez Ericha Honeckera. Honecker doprowadził do poprawy relacji z RFN i wzajemnego uznania. Honecker wprowadził reformy liberalizujące ustrój, a w 1974 roku wdrożył reformę konstytucji.
W latach zimnowojennych partia ze swoich funduszy finansowała działalność niektórych partii komunistycznych, w szczególności w obszarze Trzeciego Świata.
W 1980 roku liczba członków partii osiągnęła 2 260 979 członków.
W 1989 roku władzę w partii przejął Egon Krenz. 8 grudnia 1989 SED przekształciła się w Partię Demokratycznego Socjalizmu (PDS).

### SED w Berlinie Zachodnim
SED do 1962 roku miała własną sekcję w Berlinie Zachodnim. Początkowo cieszyła się dużym poparciem, zdobywając w 1946 roku 20% poparcia i 26 mandatów w tamtejszym parlamencie. Z czasem uległa marginalizacji. W 1962 roku zyskała niezależność jako odrębna Socjalistyczna Partia Jedności Berlina Zachodniego.

## Sekretarze generalni Socjalistycznej Partii Jedności
Lista w porządku chronologicznym:
- Wilhelm Pieck i Otto Grotewohl (1946–1950).
- Walter Ulbricht (1950–1971).
- Erich Honecker (1971–1989).
- Egon Krenz (1989).

## Literatura
- Nefjodov V. V.: SED a kultura NDR. Historicka monografie., Hradec Kralove 2009